# Eugenia Schwarzwald
Eugenia („Genia“) Schwarzwald (ur. 4 lipca 1872 we wsi Połupanówka koło Tarnopola, zm. 7 sierpnia 1940 w Zurychu) była jedną z pierwszych kobiet w monarchii austro-węgierskiej, które zdobyły wyższe wykształcenie. Zajmowała się prawami kobiet, kształceniem dziewcząt i reformami społecznymi.
Urodziła się jako córka Leona i Estery Nussbaumów. Szkołę średnią ukończyła w Czerniowcach i następnie uczyła się w Wiedniu w szkole kształcącej nauczycielki. W latach 1895–1900 studiowała filozofię i germanistykę na uniwersytecie w Zurychu, jedynej uczelni w krajach niemieckojęzycznych, dopuszczającej kobiety na studia wyższe.
30 lipca 1900 uzyskała doktorat z filozofii za pracę „Metafora i przenośnia u Bertolda z Ratyzbony”. 16 grudnia 1900 poślubiła Hermanna Schwarzwalda i zamieszkała w Wiedniu, gdzie objęła czasowo na okres trzech lat kierownictwo liceum dla dziewcząt. Po upływie tego okresu musiała przekazać kierownictwo Ludwikowi Dörflerowi. Do końca życia władze austriackie odmawiały jej uznania szwajcarskiego doktoratu. 
Od roku 1911 prowadziła szkołę dla dziewcząt jako ośmioklasowe gimnazjum realne. Dzięki jej staraniom w szkole uczyli Oskar Kokoschka (plastyka), Adolf Loos (architektura), Arnold Schönberg (muzyka).
W mieszkaniu małżeństwa Schwarzwaldów bywali Elias Canetti, Robert Musil, Karin Michaelis oraz wielu innych przedstawicieli elit wiedeńskich o różnych poglądach politycznych.
W okresie I wojny światowej Eugenia Schwarzwald zajęła się działalnością dobroczynną, także na terenie Berlina. Po roku 1918 zorganizowała kilka domów opieki dla dzieci i dorosłych.
Po dojściu do władzy Hitlera 1933 organizowała w Austrii pomoc dla uchodźców politycznych z Niemiec. W roku 1938 w czasie pobytu u Karin Michaelis na duńskiej wyspie Thurø została zaskoczona przez Anschluss i już nie powróciła do Wiednia, gdzie groziły jej prześladowania antysemickie, lecz wyjechała do Szwajcarii, gdzie pozostała do końca życia. Jej majątek w Austrii został skonfiskowany jako mienie niearyjskie. Jej mąż przedostał się we wrześniu 1938 do Szwajcarii, gdzie zmarł 1939.
Była autorką książek o tematyce pedagogicznej.

## Literatura
- Renate Göllner: Mädchenbildung um 1900: Eugenie Schwarzwald und ihre Schulen. Dissertation, Universität Wien 1986.
- Robert Streibel (wydawca): Eugenie Schwarzwald und ihr Kreis. Picus, Wien 1996, ISBN 3-85452-294-0.

## Internet
- Biografia
- Biografia
- Biografia
- Biografia